# Poligrafici Editoriale
Poligrafici Editoriale è stata una casa editrice italiana appartenente al gruppo Monrif, che l'ha incorporata il 22 giugno 2020. La Poligrafici è stata in passato il quinto gruppo editoriale italiano.
Dal 1986 al 2020 è stata quotata presso la Borsa Italiana.

## Storia

### Dalla fondazione al 1976
Il 18 aprile 1940 fu costituita la Società anonima Poligrafici "il Resto del Carlino" per la pubblicazione dell'omonimo quotidiano Il capitale iniziale fu di un milione di lire, quasi interamente sottoscritte da Aurelio Manaresi, direttore amministrativo del giornale. Successivamente il capitale sociale raddoppiò per il conferimento di Dino Grandi, proprietario del Carlino.
Nel 1946 il Resto del Carlino, dopo l'epurazione dagli elementi vicino alla Repubblica Sociale Italiana, venne rilevato da una cordata di agrari e industriali bolognesi. Nel gruppo azionario spiccava il colosso saccarifero Eridania, che assunse il controllo della Poligrafici "il Resto del Carlino". La società editava anche il periodico Stadio, anch'esso bolognese, che dal 1948 divenne quotidiano. All'Eridania faceva capo anche il quotidiano fiorentino La Nazione.
Nel 1966 Attilio Monti acquisì il controllo dell'Eridania e, di conseguenza, quello dei giornali collegati. Nello stesso anno acquisì anche il quotidiano romano della sera Il Tempo. Nel 1969 rilevò altri due giornali: Il Telegrafo (che però cedette nel 1977, quando la testata tornò ad essere Il Tirreno) e Il Giornale d'Italia (che fu chiuso nel 1976).

### Nasce il Gruppo Monrif
Nel 1976 l'Editoriale - Società Generale Finanziaria Editoriale (a partire dal 1996 denominata Monrif), guidata da Attilio Monti acquistò la partecipazione di controllo della Poligrafici "il Resto del Carlino", che nel 1977, a seguito dell’assorbimento delle società editrici dei quotidiani «La Nazione» e «il Resto del Carlino», modificò la propria denominazione in «Poligrafici Editoriale». Attilio Monti cedette progressivamente il controllo delle attività alla figlia Maria Luisa Monti, sposata Riffeser.

Dal 1978 il figlio di Maria Luisa, Andrea Riffeser Monti, assunse gradualmente il controllo delle società del gruppo.
Nel 1981, contestualmente all'approvazione della legge di riforma dell'editoria, Il Tempo fu ceduto all'industriale Carlo Pesenti. Fra il 1984 e il 1991 fece parte del gruppo Monrif anche Il Piccolo di Trieste.
Nel 1986 sia Poligrafici che l’Editoriale (ora Monrif) si quotarono in Borsa. Nel 1989 Poligrafici acquisì il controllo della Spe, (Società Pubblicità Editoriale ora SpeeD, Società pubblicità editoriale e Digitale) di Oscar Maestro. Tra il 1990 e il 1995 la Poligrafici fu proprietaria per la seconda volta del Tempo (fu poi ceduto definitivamente al costruttore romano Francesco Gaetano Caltagirone).
Nel 1997 la Poligrafici ha acquisito dalla Sogedit (Gruppo ENI) il controllo della Editrice Il Giorno e della Nuova Same (che si occupava della stampa del quotidiano nazionale Il Giorno con sede a Milano). Dall'8 luglio 2017 al 30 giugno 2019 ha rieditato a Livorno il quotidiano Il Telegrafo. Nello stesso anno è stato scorporato il ramo aziendale della stampa del quotidiano La Nazione a favore della controllata Case Nuove S.r.l. (ora Centro Stampa Poligrafici S.r.l.).
Nel 2007 è stata costituita la Poligrafici Printing, dedicata al settore della stampa in conto proprio ed in conto terzi. Opera sui mercati europei della stampa industriale di tipo poligrafico e grafico, attraverso una rete commerciale dedicata e una capacità produttiva articolata su rotative roto-offset (con e senza forno), operative fino a 24 ore al giorno e localizzate nei centri stampa di Bologna, Firenze e Milano. Nel marzo 2010 il 9,7% della Poligrafici Printing viene quotato nel FTSE AIM Italia.

#### 2020: la fusione in Monrif
Il 17 ottobre 2019 è stato approvato il progetto di fusione per incorporazione della società nella controllante Monrif, con il rapporto di cambio fissato in n. 1,27 azioni Monrif per ogni azione Poligrafici, che diventa efficace il 22 giugno 2020 con contestuale revoca da Borsa Italiana dell'incorporata.
Con la fusione sono avvenuti: a) il conferimento del ramo d’azienda editoriale in Superprint Editoriale S.r.l., che ha assunto la denominazione di Editoriale Nazionale S.r.l.; b) il conferimento di alcuni beni immobili di Monrif, con il trasferimento di taluni debiti finanziari nella controllata Poligrafici Real Estate S.r.l., che ha cambiato la denominazione in Editoriale Immobiliare S.r.l..

## Dati economici
Nel 2017 i ricavi hanno superato i 142,4 milioni di euro con un lieve calo rispetto ai 150,4 dell'anno precedente (quelli editoriali sono diminuiti del 7%, quelli pubblicitari sono in linea). L'utile mostra una perdita di 2,9 milioni contro un utile di 0,8 del precedente esercizio, il MOL (margine operativo lordo) è pari al 18,6% dei ricavi.